# 杰武尔斯基链坑
杰武尔斯基链坑（Catena Dziewulski）是月球表面的一条链坑，长度约80公里，它的中心月面坐标为北纬19.0°、东经100.0°.
杰武尔斯基链坑取名自相邻的杰武尔斯基环形山，其名称于1976年被国际天文联合会正式采用。

## 另请参阅
- 月球环形山列表
- 月球表面特征列表